# Kate Jobson
Kate Margareth Jobson (Varberg, Suecia, 8 de julio de 1937) es una nadadora, retirada, especializada en pruebas de estilo libre. Fue campeona de Europa en 100 metros libres en el año 1958.

## Palmarés internacional
| Campeonato Europeo de Natación | Campeonato Europeo de Natación | Campeonato Europeo de Natación | Campeonato Europeo de Natación |
| Año                            | Lugar                          | Medalla                        | Prueba                         |
| ------------------------------ | ------------------------------ | ------------------------------ | ------------------------------ |
| 1958                           | Budapest (Hungría)             | Medalla de oro                 | 100 m libre                    |
| 1958                           | Budapest (Hungría)             | Medalla de bronce              | 4 × 100 m libres               |